# Quemper-Guézennec
Quemper-Guézennec település Franciaországban, Côtes-d’Armor megyében. Lakosainak száma 1089 fő (2022. január 1.). Quemper-Guézennec Le Faouët, Lanleff, Plourivo, Pontrieux, Saint-Clet és Yvias községekkel határos.

## Népesség
A település népességének változása:
| Lakosok száma | 1235 | 1103 | 1029 | 1054 | 1134 | 1132 | 1094 | 1078 | 1061 | 1089 |
|               | 1968 | 1982 | 1990 | 2006 | 2013 | 2015 | 2017 | 2019 | 2020 | 2022 |